# Georg Friedrich Christian Seekatz
Georg Friedrich Christian Seekatz (* 5. Dezember 1683 in Westerburg; † 22. Dezember 1750 in Weilburg an der Lahn) war ein deutscher Maler des Barock.

## Leben

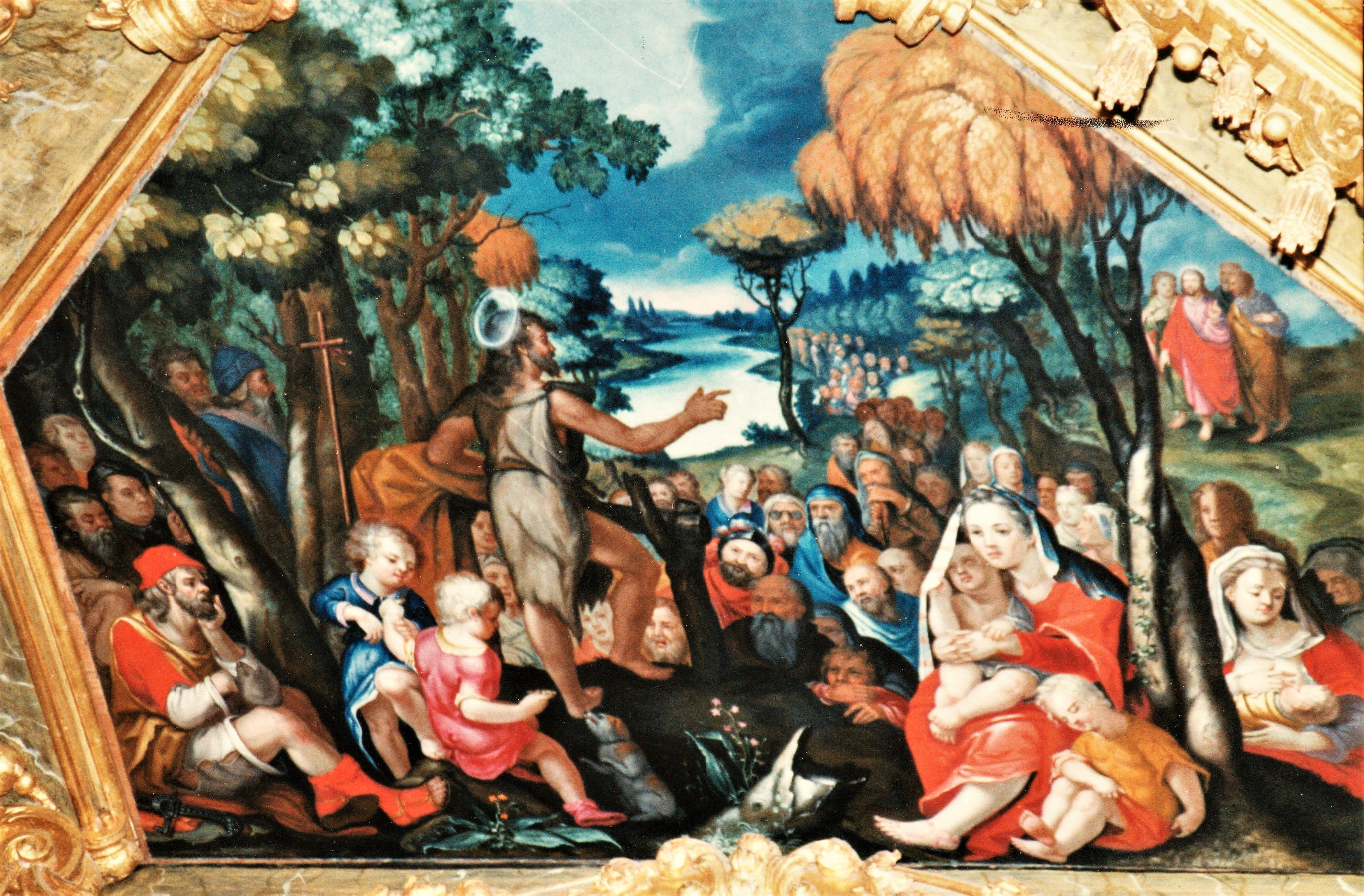
Schlosskirche Weilburg: Schalldeckel der Kanzel

Georg Friedrich Christian Seekatz stammte aus der Westerburger Malerfamilie Seekatz. Er war das dritte von vier Kindern, die aus der Ehe des Johann Georg Seekatz (1644–1715) und der Christina Dern hervorgingen. Sein älterer Bruder war der Maler Johann Martin Seekatz. Beide waren bei einem Meister Mathias in die Lehre gegangen.
Georg F. C. Seekatz wurde 1706 zum Hofmaler von Johann Ernst von Nassau-Weilburg bestellt. Dieser übertrug ihm die Leitung der Ausmalung der Neubauten des Schlosses und der Schlosskirche. Für ihn richtete der Hofbaumeister Julius Ludwig Rothweil eine Werkstatt mit vier Gesellen ein.
Als Hofmaler heiratete Georg Friedrich Christian Seekatz am 4. Oktober 1712 Maria Christiana Schmitt die Tochter des Hutmachers Johann Philipp Schmitt. Mit ihr hatte er die Kinder Henriette (* 15.≈18. Juli 1713), Ernst Jacob (* 25.≈27. März 1716). Nicht belegt sind die Geburten der Kinder Georg Christian Seekatz und Johann Christian Seekatz.
Seekatz starb am 22. Dezember 1750 in Weilburg an der Lahn. Bis zu seinem Tod war er für das Haus Nassau-Weilburg tätig.

## Werke

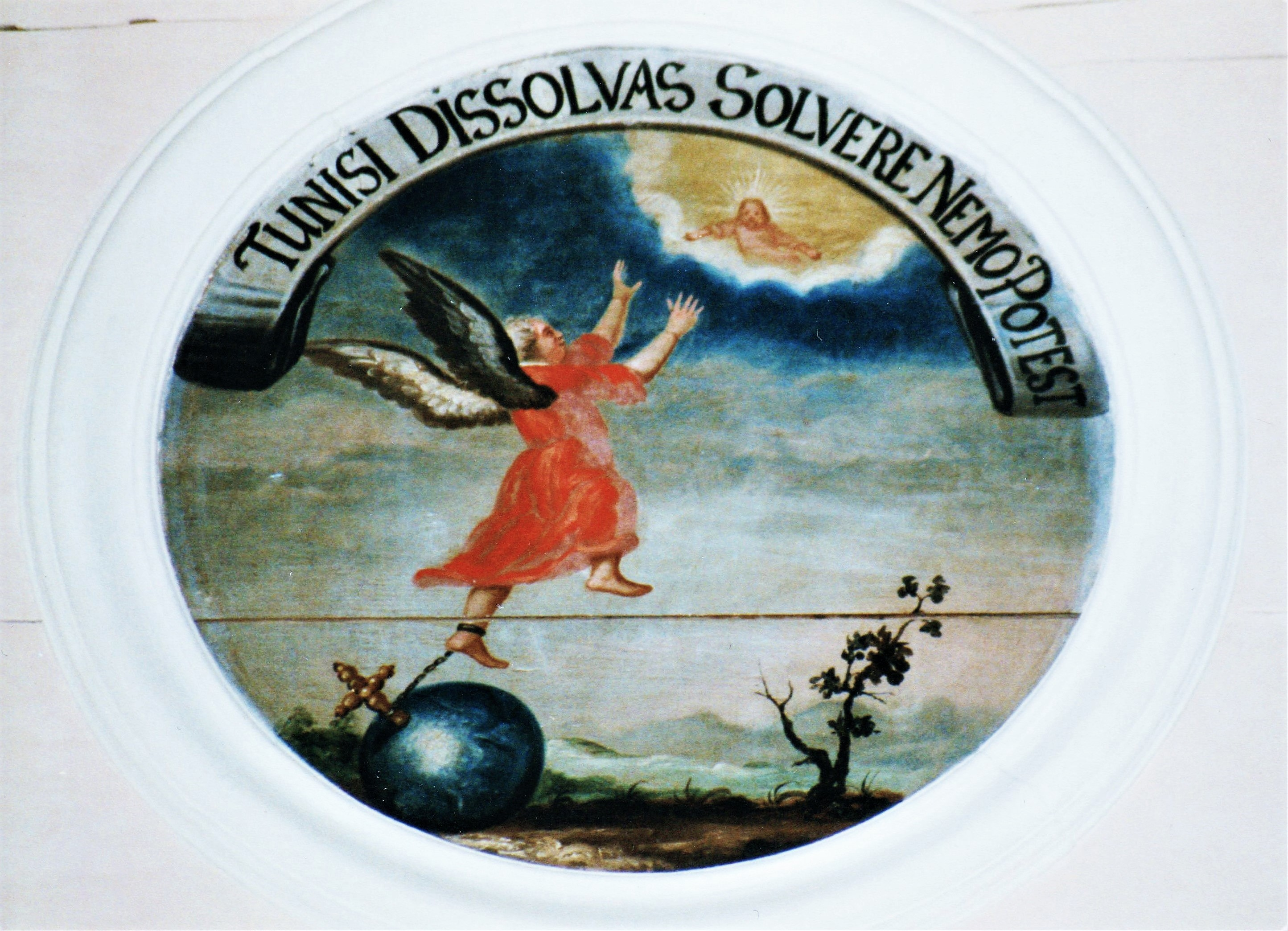
Schlosskirche Weilburg: Emblem

Als Hofmaler in Weilburg fertigte er ab 1706 zahlreiche Ölbilder sowie Wand- und Deckenmalereien im Schloss an. Sein herausragendste Leistung sind die 1.548 Imitate Delfter-Fliesen. Jedes Imitat hat ein eigenes Motiv, Seekatz fertigte über 2.000 Entwürfe. Zahlreiche Gemälde von ihm sind noch im Schloss vorhanden. Von den fünf auswechselbaren Kanzelbildern der Schlosskirche stammt das Gemälde zu dem biblischen Thema Auferstehung von Seekatz, wahrscheinlich auch die beiden unsignierten Bilder mit den Themen Christi Himmelfahrt und Ausgießung des Heiligen Geistes. Die Kanzelbilder sind auf Rollen gelagert und können von Hand gehoben und gesenkt werden. Ab 1714 begann er mit der Ausmalung des Windhofes, einem Lustschloss bei Weilburg. Mit Unterbrechungen dauerten die Arbeiten bis 1726. Diese Gemälde behandeln Themen der griechischen Mythologie.
Neben der Tätigkeit am Schloss Weilburg leitete er auch die Malerarbeiten im Schloss und in der Paulskirche in Kirchheimbolanden. Diese Stadt gehörte zum Herrschaftsbereich des Hauses Nassau-Weilburg.